# Eletroscópio

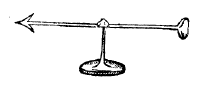
Versorium de Gilbert, foi o primeiro eletroscópio. Ele é composto por um pivô e um agulha, ele apontava para o objeto carregado eletricamente, ele era parecido com uma bússola.

Um eletroscópio é um dos primeiros instrumentos científicos usados para detectar a presença de carga elétrica em um corpo, ou seja, identificar se um corpo está eletrizado. Ele detecta carga pelo movimento de um objeto de teste devido à força eletrostática de Coulomb sobre ele. A quantidade de carga em um objeto é proporcional à sua tensão elétrica. O acúmulo de carga suficiente para ser detectado com um eletroscópio requer centenas ou milhares de volts, portanto, os eletroscópios são usados com fontes de alta tensão, como eletricidade estática e máquinas eletrostáticas. Um eletroscópio pode dar apenas uma indicação aproximada da quantidade de carga; um instrumento que mede a carga elétrica quantitativamente é chamado de eletrômetro.
O eletroscópio foi o primeiro instrumento de medição elétrica . O primeiro eletroscópio foi uma agulha pivotante (chamada de versório ), inventada pelo médico britânico William Gilbert por volta de 1600.  O eletroscópio de bola de medula e o eletroscópio de folha de ouro são dois tipos clássicos de eletroscópio  que são ainda usado no ensino de física para demonstrar os princípios da eletrostática . Um tipo de eletroscópio também é usado no dosímetro de radiação de fibra de quartzo . Eletroscópios foram usados pelo cientista austríaco Victor Hess na descoberta dos raios cósmicos.

## História

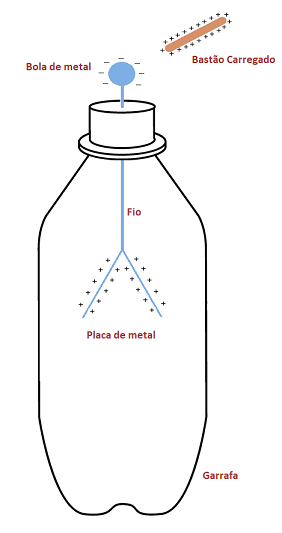
Eletroscópio de folha - ao se aproximar com um objeto carregado eletricamente de carga positivas (bastão), na bola metálica haverá Indução eletrostática e com isso na bola metálica terá cargas negativas, na outra extremidade (nas folhas) haverá cargas positivas e devido ao acumulo de cargas positivas, surgira uma a Força elétrica de repulsão entre as folhas, que logo se afastarão.

De maneira a compreender mais a natureza e principalmente os fenômenos que envolviam a eletrização, Gilbert estudou sobre eletrização utilizando o "versorium" (primeiro eletroscópio) e o primeiro equipamento de medição elétrico. O eletroscópio de Gilbert ajudou-o a realizar experimentos com maior nível de sensibilidade na detecção de corpos carregados do que os desenvolvidos pelos seus antecessores Petrus Peregrinus e Robert Norman.
A próxima evolução do eletroscópio aconteceu 150 anos mais tarde, em 1754, o físico britânico John Canton (1718-1772) desenvolveu o pêndulo eletrostático, ele era constituído por duas bolas leves e de matérias não condutores suspensos por um fio de seda, fixo sobre um tipo de gancho, que era isolado de sua base. Caso o ambiente estivesse eletrizado, as bolas se repeliriam.
Em 1787 o primeiro eletroscópio de folha foi desenvolvido pelo clérigo e físico britânico Abraham Bennet (1749-1799) como um equipamento de medição com maior sensibilidade que o pendulo eletrostático, ele era constituído em um das suas extremidade de metal e na outra por duas folhas de ouro suspensas por um material condutor.  Caso o objeto que se aproximasse da extremidade de metal estivesse carregado eletricamente, as folhas de ouro apresentariam repulsão e com isso ela se separariam.

## Experimentos com eletroscópio
Há dois tipos de experimentos caseiros com eletroscópio, o eletroscópio de folha e o eletroscópio de pêndulo, ambos são  utilizados para o ensino de física:
- O pêndulo eletrostático é formado por um suporte, uma base isolada que não conduz corrente elétrica e por um fio de seda com uma esfera metálica pendurada. Eletriza-se a esfera com determinada carga positiva ou negativa e aproxima-se o corpo o qual se deseja saber a carga. Se, por exemplo, a bola for eletrizada positivamente, aproxima-se dela o material com carga desconhecida. Se esta esfera atrair-se para o corpo, este estará eletrizado negativamente;
- O eletroscópio de folhas é composto por uma garrafa transparente isolante, fechada por uma rolha igualmente isolante. Na parte de cima, uma esfera metálica. No interior, duas finíssimas folhas metálicas, de ouro ou de alumínio. Se o eletroscópio estiver neutro, suas folhas estarão abaixadas. A aproximação de um corpo carregado à esfera superior induz cargas no sistema, e as folhas se separam, por possuírem cargas de mesmo sinal. Se esse corpo carregado tocar a esfera superior, o eletroscópio também ficará eletricamente carregado.

## Eletroscópio de esfera de medula
Em 1731, Stephen Gray usou um fio de suspensão simples, que seria atraído por qualquer objeto carregado nas proximidades. Esta foi a primeira melhoria no versório de Gilbert de 1600.

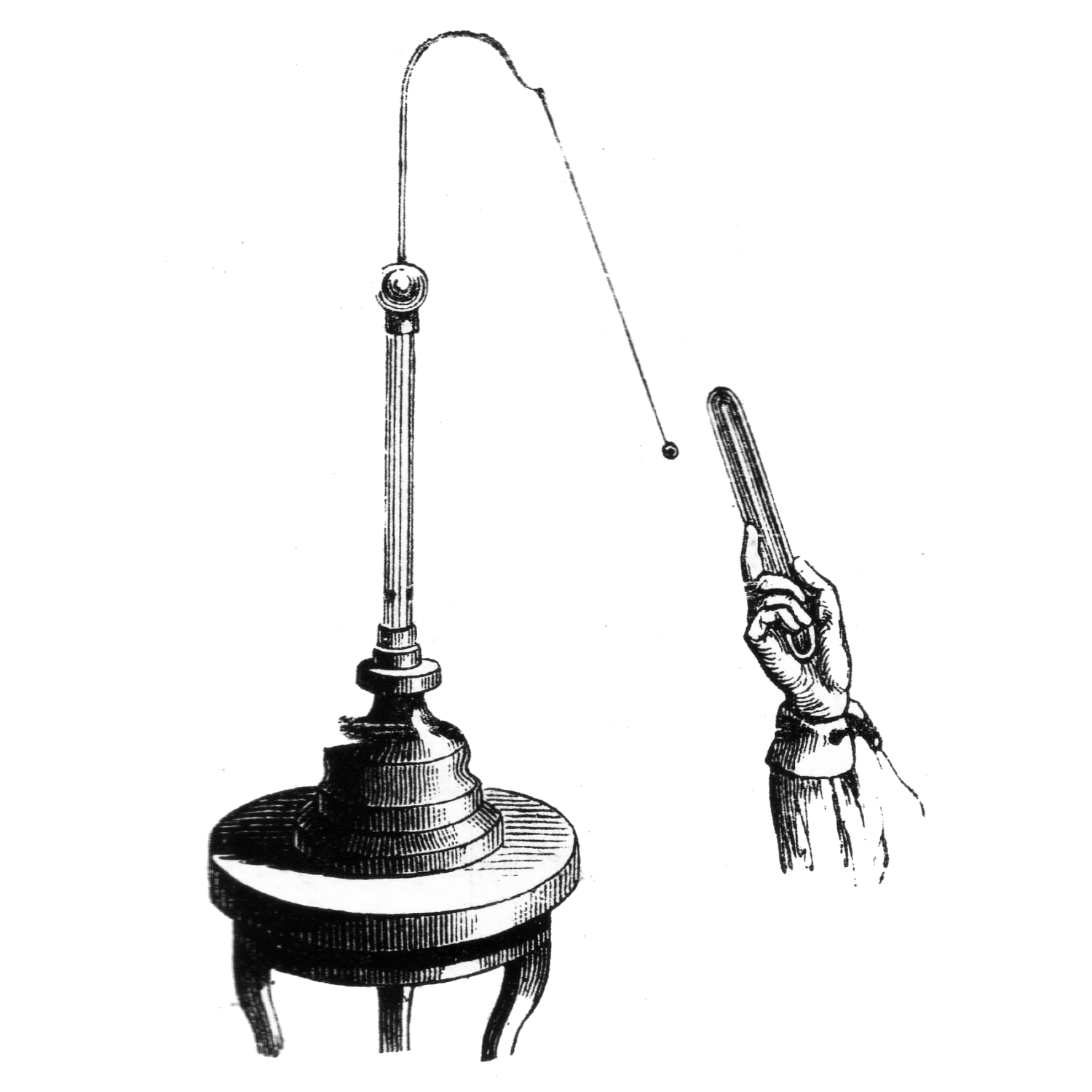
Eletroscópio de bola de medula da década de 1870, mostrando atração por objeto carregado.

O eletroscópio de bola de medula, inventado pelo professor e físico britânico John Canton em 1754, consiste em uma ou duas pequenas bolas de uma substância leve não condutora, originalmente um material vegetal esponjoso chamado medula, suspensa por fio de seda ou linho do gancho de um suporte isolado. Tiberius Cavallo fez um eletroscópio em 1770 com bolas de medula na extremidade de fios de prata. Os eletroscópios modernos geralmente usam bolas feitas de plástico. A fim de testar a presença de uma carga em um objeto, o objeto é levado para perto da bola de medula descarregada. Se o objeto estiver carregado, a bola será atraída por ele e se moverá em sua direção.

Princípio operacional do eletroscópio da esfera da medula.

A atração ocorre por causa da polarização induzida  dos átomos dentro da bola medular.. Toda a matéria consiste em partículas eletricamente carregadas localizadas próximas umas das outras; cada átomo consiste em um núcleo carregado positivamente com uma nuvem de elétrons carregados negativamente ao seu redor. A medula é um não condutor, então os elétrons na bola estão ligados aos átomos da medula e não são livres para deixar os átomos e se mover na bola, mas eles podem se mover um pouco dentro dos átomos. Veja o diagrama à direita. Se, por exemplo, um objeto carregado positivamente (B)é aproximado da bola medular (A) , os elétrons negativos (sinais de menos azuis) em cada átomo (ovais amarelos) serão atraídos e se moverão ligeiramente em direção ao lado do átomo mais próximo do objeto. Os núcleos carregados positivamente (sinais de mais vermelhos) serão repelidos e se moverão ligeiramente para longe. Uma vez que as cargas negativas na esfera medular estão agora mais próximas do objeto do que as cargas positivas (C) , sua atração é maior do que a repulsão das cargas positivas, resultando em uma força atrativa líquida.  Essa separação de carga é microscópica, mas como há tantos átomos, as pequenas forças somam uma força grande o suficiente para mover uma bola de medula de luz.
A bola de medula pode ser carregada tocando-a em um objeto carregado, de modo que algumas das cargas na superfície do objeto carregado se movam para a superfície da bola. Então, a bola pode ser usada para distinguir a polaridade da carga em outros objetos porque ela será repelida por objetos carregados com a mesma polaridade ou sinal que ela tem, mas atraída por cargas da polaridade oposta.
Frequentemente, o eletroscópio terá um par de bolas de medula suspensas. Isso permite saber rapidamente se as bolas de medula estão carregadas. Se uma das bolas de medula for tocada em um objeto carregado, carregando-o, a segunda será atraída e o tocará, comunicando parte da carga à superfície da segunda bola. Agora, as duas bolas têm a mesma carga de polaridade, então elas se repelem. Eles ficam pendurados em forma de 'V' invertido com as bolas abertas. A distância entre as bolas dará uma ideia aproximada da magnitude da carga.

## Eletroscópio de folha de ouro

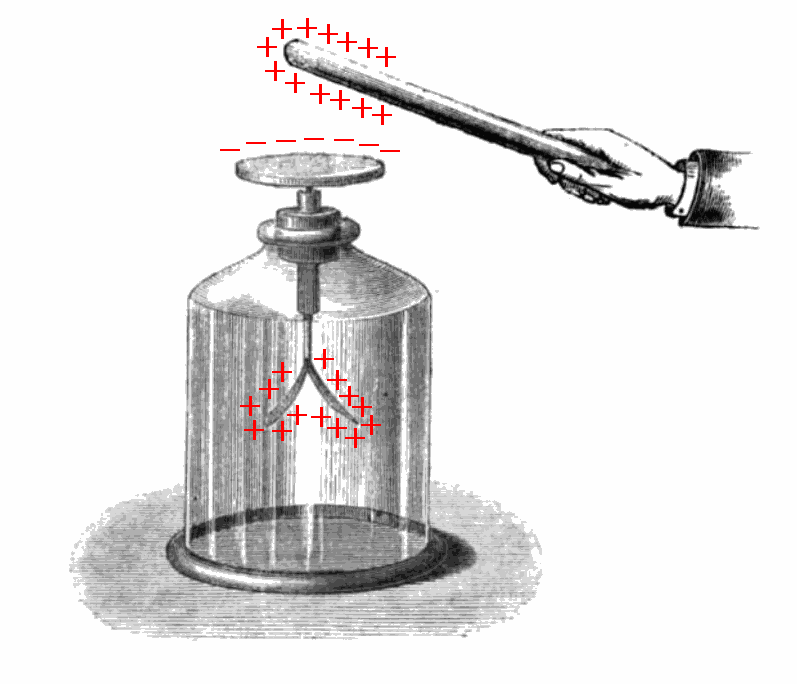
Eletroscópio de folha de ouro mostrando indução eletrostática.

O eletroscópio de folha de ouro foi desenvolvido em 1787 pelo clérigo e físico britânico Abraham Bennet ,  como um instrumento mais sensível do que os eletroscópios de bola de medula ou lâmina de palha então em uso.  Consiste em uma haste de metal vertical , geralmente de latão , na extremidade da qual pendem duas tiras paralelas de folha de ouro fina e flexível . Um disco ou terminal de esfera é conectado ao topo da haste, onde a carga a ser testada é aplicada.  Para proteger as folhas de ouro das correntes de ar, elas são encerradas em uma garrafa de vidro, geralmente aberta na parte inferior e montada sobre um condutor base. Frequentemente, há placas de metal aterradas ou tiras de alumínio na garrafa, flanqueando as folhas de ouro em ambos os lados. Estas são uma medida de segurança; se uma carga excessiva for aplicada às delicadas folhas de ouro, elas tocarão as placas de aterramento e se descarregarão antes de rasgar. Eles também capturam a carga que vaza pelo ar, que se acumula nas paredes de vidro, e que aumenta a sensibilidade do instrumento. Nos instrumentos de precisão, o interior da garrafa era ocasionalmente evacuado, para evitar que a carga do terminal vazasse pela ionização do ar.
Quando o terminal de metal é tocado com um objeto carregado, as folhas de ouro se espalham em um 'V' invertido. Isso ocorre porque parte da carga do objeto é conduzida através do terminal e da haste de metal até as folhas.  Uma vez que recebem a mesma carga de sinal, eles se repelem e, portanto, divergem. Se o terminal for aterrado tocando-o com um dedo, a carga é transferida através do corpo humano para a terra e as folhas de ouro próximas umas das outras.
O eletroscópio também pode ser carregado sem tocá-lo em um objeto carregado, por indução eletrostática. Se um objeto carregado é aproximado do terminal do eletroscópio, as folhas também divergem, porque o campo elétrico do objeto causa cargas na haste do eletroscópio para separar as folhas. Cargas de polaridade oposta ao objeto carregado são atraídas para o terminal, enquanto cargas com a mesma polaridade são repelidas para as folhas, fazendo com que se espalhem. Se o terminal do eletroscópio for aterrado enquanto o objeto carregado estiver próximo, ao tocá-lo momentaneamente com um dedo, as mesmas cargas de polaridade nas folhas drenam para o solo, deixando o eletroscópio com uma carga líquida de polaridade oposta ao objeto. As folhas fecham porque a carga está toda concentrada na extremidade terminal. Quando o objeto carregado é movido para longe, a carga no terminal se espalha para as folhas, fazendo com que se espalhem novamente